# Mar Negro (2014)
Black Sea (bra/prt: Mar Negro) é um filme de aventura britânico co-produzido e dirigido por Kevin MacDonald, lançado em 2014.

## Sinopse
Recentemente despedido por sua empresa, um capitão de  submarino é contratado para encontrar um tesouro a bordo de um U-Boot alemão da Segunda Guerra Mundial no fundo do Mar Negro. Ele então decide formar uma equipe para poder encontrá-lo, mas a busca por esse tesouro pode não sair como planejado.

## Elenco
- Jude Law[6] como Capitão Robinson. Ele tem quase 30 anos de experiência com submarinos e foi recentemente demitido do Agora, após 11 anos de emprego.
- Scoot McNairy[7] como Daniels, um representante de Lewis que acompanha a expedição.
- Konstantin Khabensky como Blackie, um russo que ajuda a providenciar a compra do submarino e é um intermediário entre o Capitão Robinson e a tripulação russa.
- Bobby Schofield como Tobin, um amigo de 18 anos de Kurston. Ele se torna parte da tripulação depois que Kurston comete suicídio.
- Ben Mendelsohn como Fraser, um mergulhador psicopata que já entrou e saiu da prisão.
- Michael Smiley como Reynolds, que serviu com o Capitão Robinson na Marinha. Ele é atualmente um carregador de papel depois de ser demitido das balanças.
- David Threlfall como Peters, que serviu com o Capitão Robinson na marinha. Ele recentemente trabalhou como zelador.
- Grigoriy Dobrygin como Morozov, um navegador russo.
- Sergei Puskepalis como Zaytsev,  um russo especialista em motores submarinos.
- Sergei Kolesnikov como Levchenko, um russo com experiência em sistemas elétricos submarinos. Ele também cozinha para a tripulação.
- Sergei Veksler como Baba, um russo com experiência em SONAR (os “melhores ouvidos da Marinha Russa”).
- Tobias Menzies como Lewis, o financiador da expedição.
- Daniel Ryan como Kurston, um ex-colega de trabalho do Capitão Robinson, que também foi demitido do Agora.
- Karl Davies como Liam. Ele trabalha para a Agora em Recursos Humanos e dá a notícia de que Robinson foi demitido.
- Branwell Donaghey como Gittens, um mergulhador que não trabalhava há anos. Ele também tem conhecimento de motores a diesel.
- Jodie Whittaker como Chrissy, ex-esposa do Capitão Robinson.

## Recepção

### Recepção crítica
No agregador estadunidense Rotten Tomatoes, o filme coleta 80% de opiniões favoráveis para 135 críticas. No Metacritic, obtém uma pontuação média de 62% para 33 críticas.

## Em torno do filme
- As cenas de mergulho no Mar Negro foram filmadas no rio Medway, no norte do condado de Kent, no leste da Inglaterra. Como as filmagens ocorreram principalmente na água, a equipe teve de enfrentar várias dificuldades. Foi até desligado por um tempo por causa de um problema químico que exigia esvaziar, encher e aquecer um recipiente com água.[10]
- Interpretando um personagem escocês, Jude Law teve de treinar-se para desenvolver seu sotaque de forma que pudesse manter-se fiel ao personagem que estava interpretando.[10]
- Scoot McNairy e Ben Mendelsohn estão trabalhando juntos pela segunda vez depois de Killing Them Softly.